# 梅林寺 (茨木市)
梅林寺（ばいりんじ）は、大阪府茨木市にある浄土宗の寺院。山号は安養山。本尊は阿弥陀如来。

## 歴史
この寺の創建年代等については不詳である。元は現在の茨木市大手町にある安養寺と号する真言宗寺院であり、1521年（大永元年）眠誉上人が茨木神社の北側に移し、浄土宗に改める。
1583年（天正11年）、賤ヶ岳の戦いにて中川清秀が戦死したので、是頓自ら賎ヶ岳におもむいて遺骸を彼地に葬り、遺髪のみを持ち帰って、これを寺内に納めて供養した。
江戸時代に入り、1650年（慶安3年）茨木川の水害により、1654年（承応3年）讃誉が、現在の地に再建。
近代に入ると、1876年（明治12年）三島郡の役所がこの寺に設置された。
本堂裏の墓地には中川清秀と弟淵之助の墓がある。また、秀吉の書簡や中川清秀画像などが残されている。